# Anglo-siamesiska fördraget 1909
Anglo-siamesiska fördraget 1909 eller Bangkok-fördraget 1909 var ett traktat mellan Storbritannien och Konungariket Siam som undertecknades den 10 mars 1909 i Bangkok. Ratifikationer utväxlades i London den 9 juli 1909. Anglo-siamesiska fördraget 1909 definierade den moderna gränsen mellan Siam och Brittiska Malaya genom att säkra thailändsk auktoritet över provinserna Pattani, Yala, Narathiwat och Satun, som tidigare var en del av de delvis oberoende malajiska sultanaten Pattani och Kedah.
Avtalet, där den malajiska befolkningen inte var företrädda, delade på ett effektivt sätt de norra Malajstaterna i två delar. Området kring moderna Pattani (malajiska: ڤتنا (Patani)), Narathiwat (malajiska: منارة (Menara)), Songkhla (Malay: سيڠڬورا (Singgora)), Satun (malajiska: مقيم ستل (Mukim Setul)) och Yala (malajiska: جال (Jala)) kvarstod under thailändsk kontroll, medan Thailand avstod sina anspråk på överhöghet över Kedah (thai: ไทรบุรี (Saiburi)), Kelantan (thai: กลันตัน (Kalantan)), Perlis (thai: ปะลิส (Palit)) och Terengganu (thai: ตรัง กา นู (Trangkanu)) vilka integrerades i den brittiska intressesfären som protektorat. Dessa fyra stater blev, tillsammans med Johor, senare kända som Oförenade malajstaterna.
Ursprungligen var Satun och Perlis en del av malajiska Sultanatet Kedah men bara Satun kvarstod med Thailand. Patani, Narathiwat, Songkhla och Yala styrdes historiskt av det malajiska Sultanatet Patani.
Den brittiska logiken för sanktionera den fortsatta thailändska ockupationen av den återstående norra delen av Malaya var att Thailand upplevdes som en vänlig buffert mot fransmännen i Indokina.
De bägge undertecknarna av fördraget 1909 hade tidigare slutit Burneyfördraget 1826. Burneyfördraget erkände Kedah, Kelantan, Perlis och Terengganu som thailändska provinser, medan ön Penang och provinsen Wellesley på fastlandet tillhörde britterna, samt att Thailand inte skulle störa den brittiska handeln med Kelantan och Terengganu.